# Neófito III de Constantinopla
Neófito III fue Patriarca de Constantinopla desde junio de 1636 hasta el 5 de marzo de 1637.